# ألان بيرنستاين
ألان بيرنستاين هو عالم مناعة كندي، ولد في 25 يونيو 1947 في تورونتو في كندا.